# Guy Laroche
Guy Laroche (16 de julio de 1921-17 de febrero de 1989) fue un diseñador de moda francés, fundador de la empresa homónima.
Laroche inició su carrera como modisto, profesión en la que trabajó desde 1949 para Jean Desses, convirtiéndose con el tiempo en su asistente. 
En 1955 visitó Estados Unidos para investigar los nuevos métodos de confección implícitos en el prêt-à-porter. Al año siguiente fundó un taller en el N° 37 de la Avenida Rooselvet, en París. En su primera colección, recibida muy favorablemente, introdujo colores vibrantes como rosado, naranja, coral, topacio y turquesa. Su ropa se caracterizaba además por talles bajos de espalda y cuello: reconocido como humilde y gracioso en contraposición a la naturaleza arrogante de la mayoría de los diseñadores parisinos, Laroche diseñó alta costura, pero también vestidos prácticos de uso cotidiano para las mujeres. Fue además el primero en crear líneas separadas para el mercado de Estados Unidos. 
En 1961 inauguró talleres más amplios, en el N° 29 de la avenida Montaigne, donde abrió una boutique, y presentó su primera colección prêt-à-porter.
En 1966 presentó su primer perfume femenino: Fidji y presentó sus colecciones prêt-à-porter para hombres. 
Dentro de su línea de fragancias, otras que creó sucesivamente incluyen:
- 1972 Drakkar
- 1977 J'ai Ôse
- 1982 Drakkar Noir
- 1986 Clandestine
- 1993 Horizon